# Parque Estadual da Mata do Xém-Xém

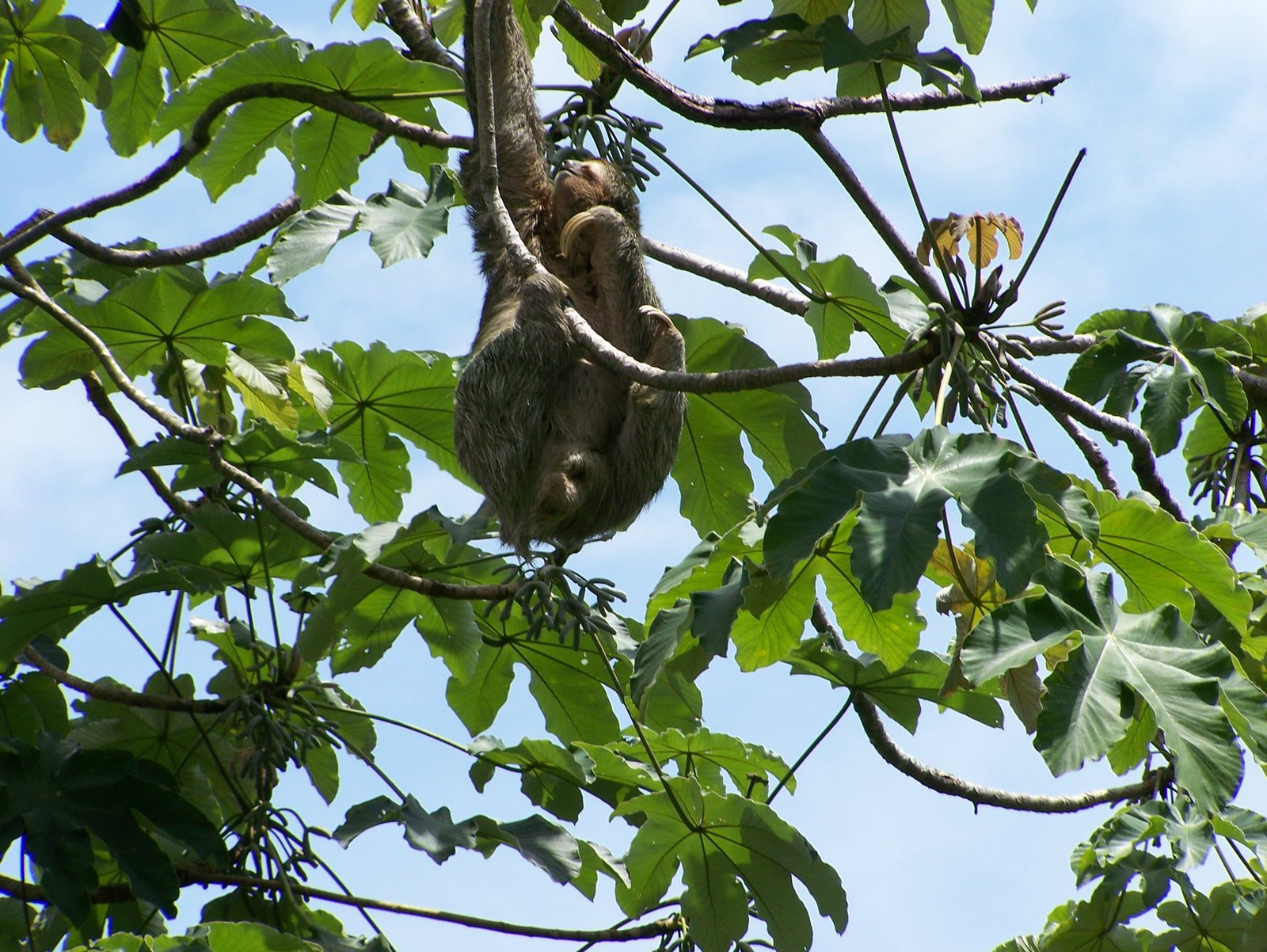
Preguiça se alimentando com folhas de uma embaúba

O Parque Estadual da Mata do Xém-Xém é uma unidade de conservação estadual localizada no município brasileiro de Bayeux, estado da Paraíba. O local tem acesso a partir das rodovias BR-230, BR-101 e PB-042.
Xem-Xem tem sido utilizada pelo Centro de Treinamento do 16º Regimento de Cavalaria Mecanizado para atividades de treinamento diversas, assim como pelas comunidades do entorno e escolas, que também fazem uso dela para lazer e recreação e educação ambiental. A prefeitura bayeense tem participado também de tais ações em determinadas épocas do ano.

## História
A unidade recebeu sua denominação da marreca-caneleira, ou xenxém, outrora comum à região.
A unidade estabeleceu-se como «Unidade de Conservação Estadual da Mata do Xem-Xem» em 28 de agosto de 2000, pelo decreto estadual nº 21.252. Embora apresente algumas áreas com construções irregulares, o parque não apresenta conflitos pela posse da terra, já que pertence ao estado.

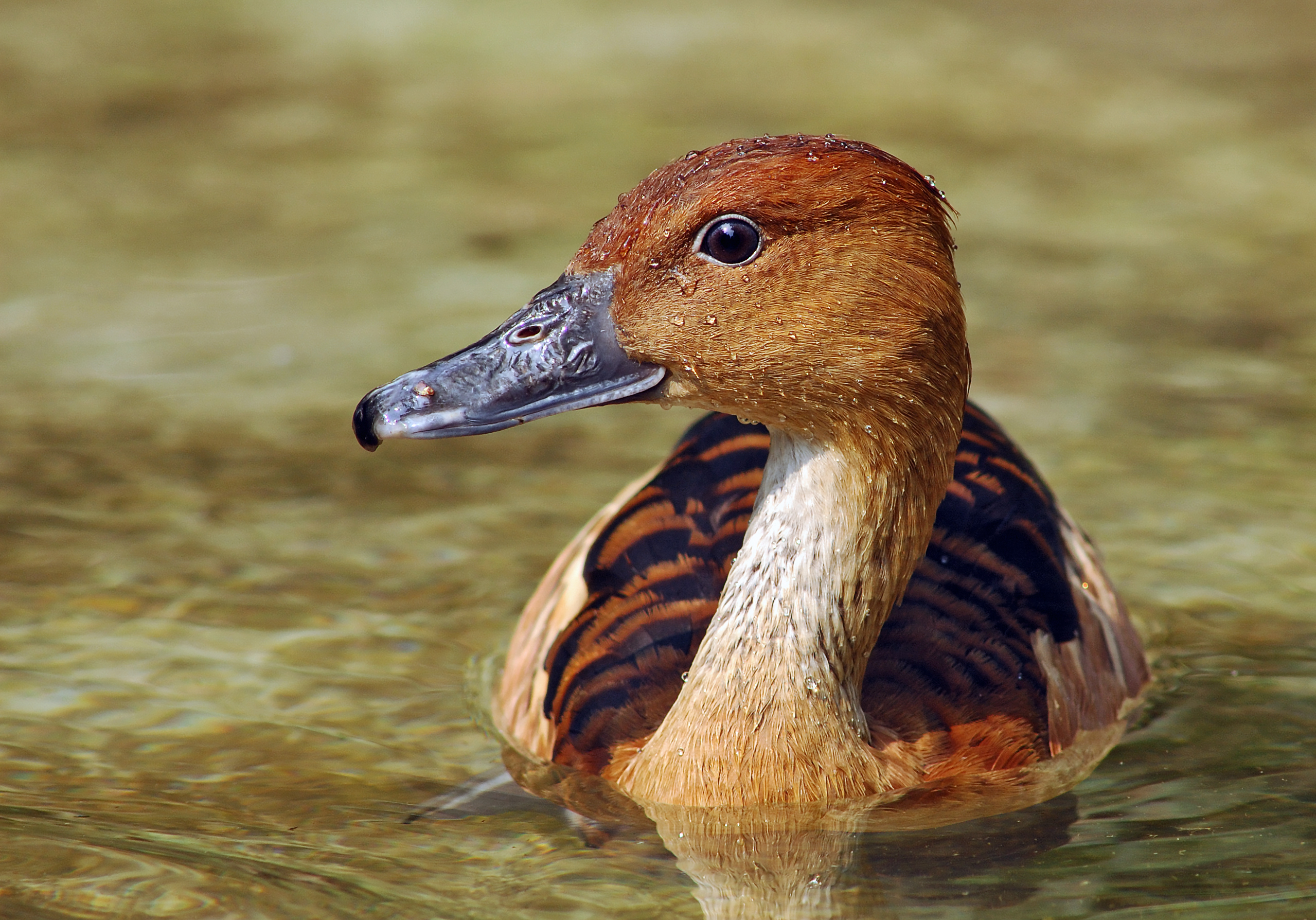
Marreca-caneleira ou xenxém

## Características
Com superfície de 181,22 hectares, Xem-Xem está localizada numa área de tabuleiros costeiros, correspondentes a baixos planaltos com altitudes que variam de 35 a 45 metros em relação ao nível do mar. Na área há importantes vertedouros d'água, como as nascentes do rio Marés, que abastece parte de João Pessoa.
O clima da região é do tipo quente e úmido, com chuvas de outono–inverno e temperatura oscilando entre 20°C e 34°C. A pluviosidade gira em torno de 2.000 a 2.200mm anuais.
A reserva apresenta vegetação caracterizada pela formação de exuberante floresta subperenifólia costeira, mais conhecida como Mata Atlântica, com trechos de floresta subcaducifólia e cerrado. Associada a ela, encontra-se a mata de restinga, vegetação típica de solo arenoso, com predominância de espécies arbustivas.
Embora raros, dentro da unidade podem ser vistas algumas espécies de mamíferos, como tamanduá-mirim, preguiça e cotia. Outrora comuns, as marracas-caneleiras aparecem eventualmente.

## Administração
Um grupo de voluntários do entorno da unidade (sobretudo pessoas de determinados segmentos sociais, como juristas, ativistas culturais e pessoas ligadas à Pastoral Social) tem desenvolvido trabalhos coletivos socioeducativos para preservação de Xem-Xem. Tal grupo reúne mais de cinquenta pessoas e seu trabalho não é só ligado a palestras e visitas à mata, mas também ao plantio e limpeza do lixo acumulado ao longo das margens e no interior da unidade de conservação.
Concomitantemente, a Superintendência de Administração do Meio Ambiente (Sudema), órgão responsável por administrar o parque, tem buscado recursos para garantir a preservação de  seu ecossistema. O órgão pretende implantar um posto de produção de mudas e promover a construção da cerca de proteção, tarefas tidas como prioritárias pela chefia de Xem-Xem, assim como pelo conselho gestor, prefeitura de Bayeux e pelo Exército Brasileiro. Os trabalhos, já iniciados, contam também com voluntários. Por isso, em 2013 a promotoria de Bayeux reuniu representes da Sudema, do Ibama, além de órgãos como Prefeitura e Secretaria do Meio Ambiente bayeense, Defesa Civil, Polícia Ambiental e Bombeiros para avaliar as ações a serem tomadas para preservar a área.
Por fim, chegou-se à conclusão de que é preciso cercar e policiar a unidade, pois esta tem sido alvo de depósito de lixo, invasões de terra e queimadas.